# Rubus scabrosus
Rubus scabrosus är en rosväxtart som beskrevs av P.J.Müll.. Rubus scabrosus ingår i släktet rubusar, och familjen rosväxter. Inga underarter finns listade i Catalogue of Life.